# John C. Moss
John Calvin Moss, né le 5 janvier 1838 à Bentleyville (Pennsylvanie) et mort le 8 avril 1892 à New York, est un inventeur américain à qui l'on doit la mise au point d'un procédé de photogravure viable en 1863.

## Biographie
John Calvin Moss naît près de Bentleysville, en Pennsylvanie, le 5 janvier 1838. Il est le cinquième de neuf enfants.
Il fréquente une common school (en) et devient imprimeur, publiant The Colleaguer à Washington, en Pennsylvanie. Parallèlement, il s'intéresse à la chimie photographique et consacre une grande partie de son attention à la photogravure. Il expérimente pendant de nombreuses années et finit par obtenir, à Philadelphie, une plaque en relief à partir de laquelle il est possible de réaliser des impressions. En 1863, il arrive à New York et poursuit ses expériences pour perfectionner le processus.
Après avoir intéressé plusieurs personnes à l'entreprise, il fonde la société de gravure Actinic en 1870 et en devient le surintendant. En 1872, il devient surintendant de la société Photoengraving, poste qu'il occupe jusqu'en 1880, date à laquelle il crée la société Moss engraving, dont il devient président et surintendant. La société actuelle possède la plus grande usine de ce type au monde, et son travail est un substitut à la gravure sur bois, réalisé par des moyens chimiques.
Il meurt le 8 avril 1892 à New York.

## Postérité
John C. Moss a été le premier à faire de la photogravure un succès commercial pratique et, bien que ses méthodes n'aient jamais été brevetées, il est connu comme l'inventeur de ce que l'on appelle le "procédé Moss", le "nouveau procédé Moss" et le "procédé de type Moss".